# Nogent-sur-Seine
Nogent-sur-Seine is een gemeente in het Franse departement Aube in de regio Grand Est. De gemeente telde 5.673 inwoners op 1 januari 2022. Het is de hoofdplaats van het gelijknamige kanton en het gelijknamige arrondissement.
In de gemeente ligt de Kerncentrale Nogent.

## Geschiedenis
De plaats is ontstaan rond een mottekasteel op de linkeroever van de Seine.
Petrus Abaelardus stichtte de Abdij van Le Paraclet in het naburige Saint-Aubin op een terrein dat hij in 1107 van de graaf van Champagne had gekregen. Héloïse werd de eerste abdis van dit klooster van benedictinessen. Na hun dood werden Abaelardus en Héloïse begraven in de abdijkerk. Nog voor de Franse Revolutie werden de resten van Abaelardus en Héloïse verplaatst naar de kerk van Nogent-sur-Seine waar ze een gezamenlijk graf kregen.
In 1623 werd Nogent een zelfstandige heerlijkheid. Claude Bouthillier de Chavigny, raadsman en vriend van koning Lodewijk XIII, werd er heer in 1630. Rond 1640 werd een kapucijnenklooster gesticht in de stad op de rechteroever van de Seine.
De stad bloeide in de 18e en de 19e eeuw als doorvoerhaven op de Seine voor landbouwgoederen en hout dat getransporteerd werd naar Parijs. In 1814 was er een stadsbrand, waarbij het stadsarchief voor het grootste deel verloren ging. In 1857 werd een markthal gebouwd. Met de komst van de spoorweg breidde de stad verder uit op de rechteroever van de Seine.

## Geografie
De oppervlakte van Nogent-sur-Seine bedroeg op 1 januari 2022 20,08 vierkante kilometer; de bevolkingsdichtheid was toen 282,5 inwoners per km².
De onderstaande kaart toont de ligging van Nogent-sur-Seine met de belangrijkste infrastructuur en aangrenzende gemeenten.

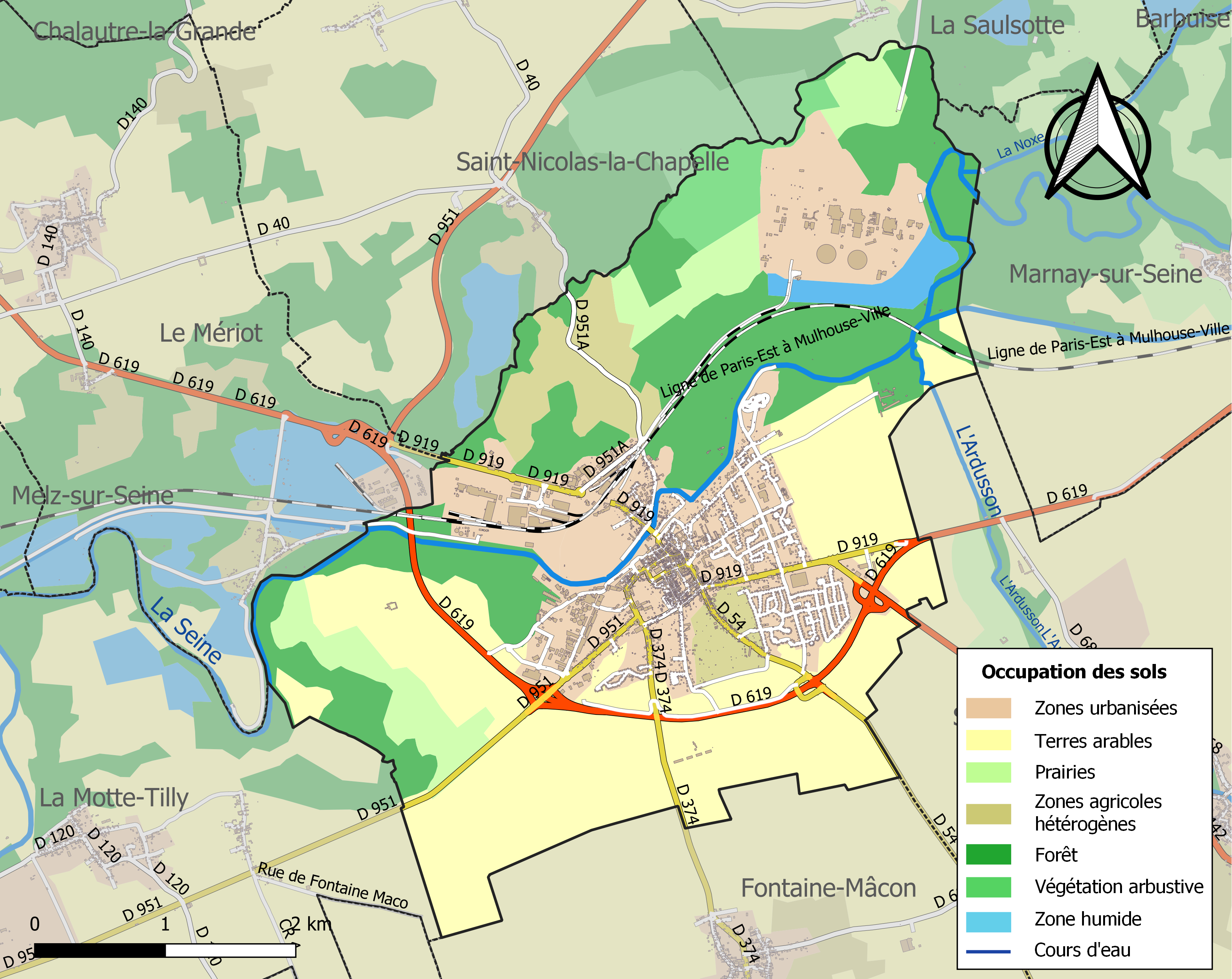

## Verkeer en vervoer
In de gemeente ligt spoorwegstation Nogent-sur-Seine.

## Demografie
Onderstaande figuur toont het verloop van het inwonertal (bron: INSEE-tellingen).

Vanwege een beveiligingsprobleem met de MediaWiki Graph-software is het momenteel niet mogelijk deze grafiek weer te geven. Zodra de software is bijgewerkt zal de grafiek vanzelf weer zichtbaar worden.

## Bezienswaardigheden
- Kerk Saint-Laurent, een gotische kerk met zijkapellen uit de 16e eeuw in renaissancestijl
- Musée Camille Claudel, een museum met beeldhouwwerken opgericht in 1902 door beeldhouwers Paul Dubois (1829-1905) en Alfred Boucher (1850-1934). Het museum is genoemd naar Camille Claudel, een leerlinge van Boucher die tussen 1876 en 1879 in de stad verbleef.
- Île Olive, een riviereiland in de Seine van 3 ha met een arboretum[6]